# Копеечник меловой
Копеечник меловой (лат. Hedysarum cretaceum) — многолетнее травянистое растение, вид рода Копеечник (Hedysarum) семейства Бобовые (Fabaceae). Включён в Красную Книгу России и Красную Книгу Украины.

## Ареал и среда обитания
Эндемик России и Украины. Отмечен в среднем течении Дона от Воронежской до Волгоградской области и по возвышенностям правого берега Волги от Самарской до Волгоградской области, и на прилегающих территориях Украины. Как правило группы прорастают в местах с выходами к почве мела и мергеля, растёт как на плотном мелу, так и на меловой щебёнке и рухляке на открытых склонах всех экспозиций, по вершинам холмов и в ложбинах.

## Описание
Многолетние растение. Высота стебля от 20 до 30 см, имеет стержневую корневую систему. Листья непарноперистые, в верхней части растения голые, точечные, в нижней части слабо прижато-волосистые.
Соцветие представляет собой продолговатую редкую кисть. Цветки розовато-фиолетовые. Плод — боб. Членики бобов в числе 2-5, округлые, грубосетчатые, прижато-пушисты. Цветёт в июне — июле.
Размножается в зависимости от условий как семенами, так и вегетативно.

## Охрана
Помимо включения в национальные Красные Книги, включён в Красные Книги следующих субъектов РФ: Волгоградская область, Воронежская область, Ростовская область.